# Wel Wel
Wel Wel is een bestuurslaag in het regentschap Simeulue van de provincie Atjeh, Indonesië. Wel Wel telt 297 inwoners (volkstelling 2010).